# Damian Adamus
Damian Adamus (* 20. Februar 1967 in Kattowitz) ist ein ehemaliger deutsch-polnischer Eishockeyspieler (Center), der in seiner aktiven Zeit von 1986 bis 2001 unter anderem für die Adler Mannheim, Krefeld Pinguine und Revierlöwen Oberhausen gespielt hat.

## Karriere
Damian Adamus, der ursprünglich den Beruf des Gerbers erlernt hatte, begann seine Profikarriere 1986  bei GKS Katowice in der polnischen Ekstraliga. 1989 wechselte er nach Deutschland, um zuerst beim EHC Freiburg in der Eishockey-Bundesliga zu spielen. Von 1993 bis 1996, zum Höhepunkt seiner Karriere, spielte er dann drei Spielzeiten bei den Adler Mannheim in der Eishockey-Bundesliga und ab der Saison 1994/95 in der Deutschen Eishockey Liga und erzielte dabei in 151 Spielen 40 Tore. Er kam dabei überwiegend in einer Angriffsreihe mit Pavel Gross und Rob Cimetta zum Einsatz. Nach drei Jahren ging er 1996 zu den Krefeld Pinguinen um ein Jahr später in die 1. Bundesliga zum EC Bad Tölz zu wechseln. In dieser Liga spielte er dann in zwei Jahren bei insgesamt drei Mannschaften. 1998 gelang ihm die Rückkehr für vier Spiele in die DEL zu den Revierlöwen Oberhausen. 2001 beendete er seine Karriere nach 15 Profijahren beim ERC Selb in der Oberliga, nachdem er das Vorjahr beim EV Landshut verbracht hatte.

### International
Für Polen nahm Adamus an der U20-Junioren-Weltmeisterschaft 1987 sowie der B-Weltmeisterschaft 1994 teil.